# Fimbristylis longispica
Fimbristylis longispica är en halvgräsart som beskrevs av Ernst Gottlieb von Steudel. Fimbristylis longispica ingår i släktet Fimbristylis och familjen halvgräs.

## Underarter
Arten delas in i följande underarter:
- F. l. boninensis
- F. l. hahajimensis
- F. l. longispica